# Білогорський ВТТ
Білогорський ВТТ (рос. БЕЛОГОРСКИЙ ИТЛ, Белогорское ЛО, Белогорлаг) — підрозділ, що діяв в системі виправно-трудових установ СРСР.
Час існування: організований 14.05.53 (перейменований з Будівництво 585 і ВТТ);

закритий 01.02.58.

## Підпорядкування і дислокація
- ГУЛАГ МЮ з 14.05.53;
- ГУЛАГ МВС з 28.01.54 ;
- Головпромбуд з 03.02.55;
- ГУЛАГ МВС не пізніше 01.08.55;
- МВС РРФСР з 10.11.57.

Дислокація: Мордовська АРСР, сел. Саров;

Горьковська область, сел. Шатки;

Арзамаська область, сел. Шатки.

## Виконувані роботи
- обслуговування Будівництва 585,
- буд-во пром. підприємств,
- буд-во, розширення та обслуговування Саровського цегельного з-ду, асфальтового, бетонного з-дів, цеху ЗБВ, з-ду будматеріалів, лісозаводу, ДОКу, складів, майстерень, житлове буд-во,
- обслуговування рем. з-ду, Бобилевського кам'яного кар'єру,
- буд-во дробильно-сортувального з-ду, об'єктів соцкультпобуту, шлакоблочного і розчинного з-дів